# Fiscal general de Guatemala
El fiscal general de la República o fiscal general de la Nación es el funcionario, de Guatemala, que ejerce la acción penal pública y también es jefe del Ministerio Público.
El fiscal general es el responsable del buen funcionamiento del Ministerio Público, su autoridad se extiende a todo el territorio nacional. Él ejerce las atribuciones que la ley le otorga al Ministerio Público, por sí mismo o por medio de los órganos de la institución.

## Funciones
Según la Ley Orgánica del Ministerio Público, Son funciones del fiscal general de la República:
1. Determinar la política general de la institución y los criterios para el ejercicio de la persecución penal;
2. Cumplir y velar porque se cumplan los objetivos y deberes de la institución;
3. Remitir al Ejecutivo y al Congreso de la República el proyecto de presupuesto anual de la institución y el de sus modificaciones que estime necesarias, en la forma y plazo que establecen las leyes respectivas.
4. Efectuar el nombramiento de los fiscales regionales, fiscales de distrito, fiscales de distrito adjunto, fiscales de sección, fiscales de sección adjunto, agentes fiscales y auxiliares fiscales, de acuerdo a la carrera del Ministerio Público, así como conceder las licencias y aceptar las renuncias de los mismos.
5. Efectuar el nombramiento de los fiscales de distrito, fiscales de sección, agentes fiscales y auxiliares fiscales, de acuerdo a la carrera del Ministerio Público, así como conceder las licencias y aceptar las renuncias de los mismos.
6. Impartir las instrucciones convenientes al servicio y al ejercicio de las funciones, tanto de carácter general como relativas a asuntos específicos en los términos y alcances establecidos en la ley.
7. Nombrar, de entre los miembros del Ministerio Público, fiscales para asuntos especiales. Podrá nombrar como fiscal especial a un abogado colegiado para atender un caso específico o para garantizar la independencia en el ejercicio de la función.
8. Organizar el trabajo del Ministerio Público y efectuar los traslados de los fiscales que crea necesarios para su mejor funcionamiento, en los términos que establecen su Ley Orgánica.
9. Establecer la división del territorio nacional por regiones para la determinación de las sedes de las fiscalías de distrito y el ámbito territorial que se les asigne, así como la creación o supresión de las fiscalías de sección.
10. Las demás estipuladas en la ley."

## Nombramiento
Según la Ley Orgánica del Ministerio Público: El fiscal general de la República será nombrado por el presidente de la República de entre una nómina de seis candidatos propuesta por una Comisión de Postulación integrada de la siguiente forma:
1. El Presidente de la Corte Suprema de Justicia, quien la preside;
2. Los respectivos Decanos de las Facultades de Derecho o de Ciencias Jurídicas y Sociales de las universidades del país;
3. El Presidente de la Junta Directiva del Colegio de Abogados y Notarios de Guatemala, y
4. El Presidente del Tribunal de Honor del Colegio de Abogados y Notarios de Guatemala.

El Presidente de la Comisión de Postulación convocará, a los demás miembros, con no menos de sesenta (60) días de anticipación al vencimiento del período vigente, a efecto, de elaborar la nómina de candidatos a Fiscal General de la República.
Los integrantes de la Comisión de Postulación serán responsables de elaborar la nómina y remitirla al Organismo Ejecutivo por lo menos quince (15) días antes del vencimiento del período para el cual fue nombrado el Fiscal General que deba entregar el cargo. Si coinciden en una misma persona dos calidades para integrar la comisión de postulación o si se ausenta uno de sus miembros, lo reemplazará quien deba sustituirlo en el cargo. El Fiscal General de la República podrá postularse nuevamente al cargo.

## Calidades
El fiscal general de la República debe ser:
1. Abogado colegiado; y
2. Tener las mismas calidades que se requieren para ser magistrado de la Corte Suprema de Justicia;
3. Asimismo gozará de las mismas preeminencias e inmunidades que corresponden a dichos magistrados.

## Remoción
Legalmente el presidente de la República puede remover al fiscal general por causa justa debidamente establecida, que de acuerdo a la ley orgánica del Ministerio Público «Se entenderá por causa justificada, la comisión de un delito doloso durante el ejercicio de su función, siempre y cuando haya sentencia condenatoria debidamente ejecutoriada», esto hace que sea prácticamente imposible destituirlo tomando en cuenta que para que haya una sentencia debidamente ejecutoriada pueden pasar muchos años.
Además, la ley indica que «se producirá la suspensión individual total del ejercicio de sus funciones, una vez decretado el auto de prisión preventiva, medida sustitutiva o falta de mérito con medida sustitutiva. El Fiscal General será restituido inmediatamente en sus funciones cuando el proceso sea sobreseído, desestimado, archivado o se decrete la falta de mérito».
Antes de 2016 el fiscal general podía ser destituido por dos causales: la comisión de un delito doloso durante el ejercicio de su función, por el cual se le haya condenado en juicio; y el mal desempeño de las obligaciones del cargo que la ley establecía siempre garantizando el derecho de defensa. Ese año, durante la gestión de Thelma Aldana y con el apoyo de la Comisión Internacional Contra la Impunidad en Guatemala, se blindó el cargo por medio de una reforma a la ley y se eliminó la potestad del presidente para destituirlo por otra causa.

## Sustitución
Cuando ocurra la remoción, renuncia o ausencia definitiva, el presidente nombrará a quien deba sustituirlo de la nómina que le fue enviada por la Comisión de Postulación. Si no hubiere más candidatos en esta, el Congreso de la República deberá convocar a una nueva Comisión de Postulación para desarrollar el proceso constitucional correspondiente. En todos los casos, la sustitución será para terminar el período constitucional que corresponda.
En caso de impedimento, suspensión, falta o ausencia temporal del Fiscal General de la República, la ley establece que deberá ser sustituido temporalmente por el Fiscal Regional, de Distrito o Sección que reúna las siguientes calidades:
1. Carecer de sanciones administrativas, y procedimientos disciplinarios o penales en curso;
2. Con mayor antigüedad en el puesto;
3. Contar con evaluación de desempeño satisfactoria.

«Para el efecto, durante los primeros quince (15) días de cada año, el fiscal general emitirá acuerdo en donde dispondrá la designación de dos funcionarios que reúnan dichas calidades. El segundo funcionario asumirá el cargo en caso de imposibilidad del primero. El designado desempeñará y asumirá las funciones de manera inmediata, al presentarse alguno de los supuestos de ausencia temporal contemplados en la ley. En caso de remoción, renuncia o ausencia definitiva, la sustitución será hasta que se realice el nombramiento del nuevo Fiscal General».

## Período
El fiscal general de la República dura cuatro años en el ejercicio de sus funciones (iniciando el 17 de mayo del año en que es electo y terminando el 16 de mayo del cuarto año)  y tiene las mismas preeminencias e inmunidades que los magistrados de la Corte Suprema de Justicia.
En 2014, El período constitucional no estaba establecido de manera formal por ende suscito un problema o vacío legal para la definición del período y a raíz de eso el abogado constitucionalista Ricardo Sagastume presentó un recurso de amparo a través del cual la Corte de Constitucionalidad falló a favor del mismo, estableciendo que el período debía ser como se explica en el párrafo anterior y no de acuerdo a las fechas en que toma posesión el nuevo titular, esto es, según los artículos constitucionales 251, 24 y 25 transitorios y el Acuerdo Legislativo 18-93 que aprobaron las reformas constitucionales de 1993.
El Acuerdo Legislativo 18-93 y artículo constitucional 280 establecen que 60 días después de que el Tribunal Supremo Electoral anuncie el resultado de la consulta popular para aprobación de las reformas constitucionales, estas entran en vigencia, y este fue dado a conocer el 16 de febrero de 1994. Tomando en cuenta esos argumentos, el tiempo estipulado sería el 16 de abril del mismo año, y en las reformas constitucionales se estableció que a partir de esa fecha el presidente tenía 30 días para nombrar al nuevo fiscal general y que este asumiera el cargo. El plazo vencería el 16 de mayo.
Además cabe mencionar que en la sentencia del expediente 461-2014 emitida el 7 de marzo de 2014 emitido por el mismo Tribunal Constitucional del país se hace mención que las reformas constitucionales aprobadas el 17 de noviembre de 1993 y refrendadas el 30 de enero de 1994 entraron en vigencia, según la sentencia, el 17 de abril de 1994 debido a que como se resaltó en el párrafo anterior estas entran en aplicación sesenta días después que el ente electoral anuncie los resultados del referendo, este hecho ocurrió un día antes de la fecha mencionada es decir el 16 del mes y año en mención, por lo que el nombramiento del fiscal general el presidente de la República debería hacerlo 30 días después de entrada en aplicación la reforma, esto quiere decir que la última fecha para elección y nombramiento del titular del Ministerio Público sería el 17 de mayo. Por lo tanto, la Corte de Constitucionalidad declaró que el inicio del período constitucional para el fiscal general y jefe del Ministerio Público sería el 17 de mayo. Entendiéndose que cuatro años después culminaría su cargo, esto es, el 16 de mayo del cuarto año.

## Lista de fiscales generales de la Nación y jefes del Ministerio Público
| N.º | Fiscal general de la Nación y jefe del Ministerio Público | Período de funciones                       | Período constitucional | Notas                                                                                         |
| --- | --------------------------------------------------------- | ------------------------------------------ | ---------------------- | --------------------------------------------------------------------------------------------- |
| 01  | Rámses Cuestas Gómez                                      | 15 de mayo de 1994-14 de marzo de 1996     | 1994-1998              | Electo por el presidente Ramiro de León Carpio y primer fiscal general de la Nación.          |
| 02  | Héctor Hugo Pérez Aguilera                                | 15 de marzo de 1996-14 de mayo de 1998     | 1994-1998              | Interino, sustituye a su antecesor, siendo nombrado el primero por el presidente Álvaro Arzú. |
| 03  | Adolfo González Rodas                                     | 15 de mayo de 1998-17 de mayo de 2002      | 1998-2002              | Electo.                                                                                       |
| 04  | Carlos David de León Argueta                              | 18 de mayo de 2002-25 de febrero de 2004   | 2002-2006              | Electo, luego destituido por el presidente Óscar Berger.                                      |
| 05  | Juan Luis Florido Solís                                   | 26 de febrero de 2004-17 de mayo de 2006   | 2002-2006              | Interino y luego electo. Presenta su renuncia al Presidente Álvaro Colom.                     |
| 05  | Juan Luis Florido Solís                                   | 17 de mayo de 2006-30 de julio de 2008     | 2006-2010              | Interino y luego electo. Presenta su renuncia al Presidente Álvaro Colom.                     |
| 06  | José Amílcar Velásquez Zárate                             | 31 de julio de 2008-14 de mayo de 2010     | 2006-2010              | Interino y luego electo por renuncia del anterior fiscal general.                             |
| -   | María Encarnación Mejía García de Contreras               | 15 de mayo de 2010-25 de mayo de 2010      | 2010-2014              | Interina, primera mujer en ocupar dicho cargo, primer mandato.                                |
| 07  | Conrado Arnulfo Reyes Sagastume                           | 25 de mayo de 2010-10 de junio de 2010     | 2010-2014              | Destituido por la Corte de Constitucionalidad.                                                |
| -   | María Encarnación Mejía García de Contreras               | 11 de junio de 2010-9 de diciembre de 2010 | 2010-2014              | Interina, ejerce su segunda vez por destitución del anterior.                                 |
| 08  | Claudia Paz y Paz Bailey                                  | 9 de diciembre de 2010-16 de mayo de 2014  | 2010-2014              | Primera mujer electa, segunda en ocupar el cargo.                                             |
| 09  | Thelma Esperanza Aldana Hernández                         | 17 de mayo de 2014-16 de mayo de 2018      | 2014-2018              | Electa, tercera mujer en el cargo.                                                            |
| 10  | María Consuelo Porras Argueta de Porres                   | 17 de mayo de 2018-16 de mayo de 2022      | 2018-2022              | Electa, cuarta mujer en el cargo. Primer período                                              |
| 10  | María Consuelo Porras Argueta de Porres                   | 17 de mayo de 2022 - Presente              | 2022-2026              | Reelecta. Primer fiscal general electa, segundo período.                                      |